# Franz Karl Marenzi von Tagliuno und Talgate

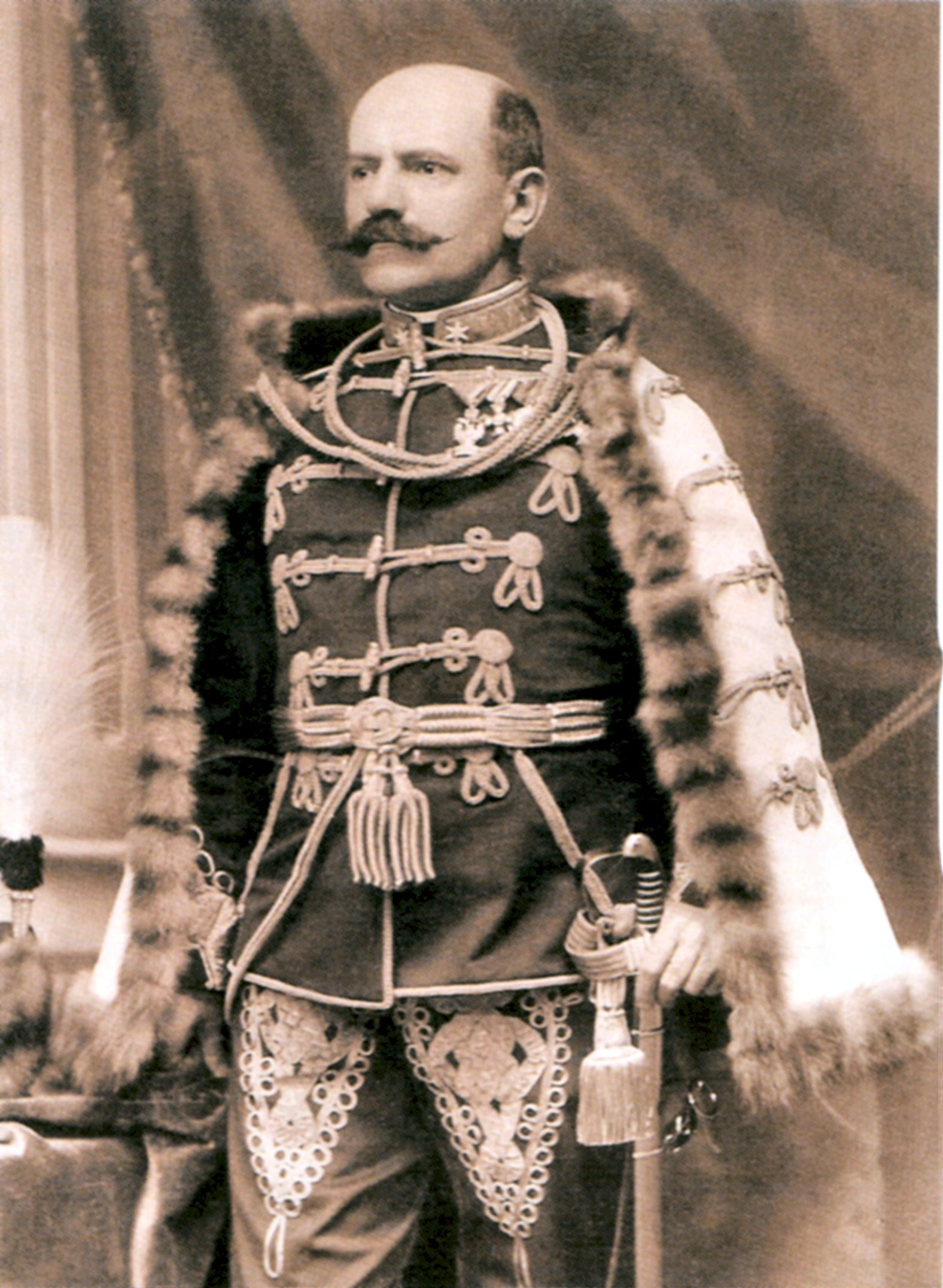
Franz Karl Graf Marenzi

Franz Karl Johann Guido Maria Marenzi v. Tagliuno und Talgate Markgraf von Val Oliola Freih. v. Marenzfeldt und Scheneck (* 29. Dezember 1859 in Laibach (Ljubljana); † 22. Februar 1940 in Budapest) war k. u. k. Kämmerer, Offizier (General der Infanterie) und Diplomat (Militärattaché) aus der Familie Marenzi.

## Biographie
Der Sohn des Franz Anton wurde 1878 aus der Theresianischen Militärakademie in der Wiener Neustadt als Leutnant ausgemustert, war Hauptmann 1. Klasse im Generalstabs-Corps, eingeteilt zur Truppendienstleistung bei den Arthur Herzog von Connaught und Stratheam Husaren Nr. 4 (bis 1867 Leopold Freiherr von Edelsheim-Gyulai), wurde am 1. Mai 1894 bei gleichzeitiger Einrückung zum Generalstabsdienst als Generalstabschef beim Festungskommando in Przemysl zum Major und am 1. November 1896 zum Oberstleutnant befördert, mit Allerhöchster Entschließung vom 24. Januar 1897, aber erneuert, und zwar beim Paul Alexandrowitsch Großfürst von Russland Infanterieregiment Nr. 63 mit Belassung im Generalstabs-Corps zur Truppendienstleistung eingeteilt.
1905 rückte er zum Oberst und Kommandanten des ungarischen Infanterieregiments Nr. 26 auf, sodann Ernennung am 1. Mai 1906 (Rang am 10. Mai 1906) zum Generalmajor, zum 26. Oktober 1910 (Rang am 1. November 1910) Feldmarschalleutnant, sodann General der Infanterie am 1. August 1914 (Rang vom 2. November 1914). Er war einer der Generäle, die 1914 der ungarischen Landwehr zugewiesen worden waren. Der Graf wurde am 1. März 1916 pensioniert und vom 1. Dezember 1917 bis 1. März 1918 reaktiviert und war in dieser Zeit Militärkommandant von Budapest.
Er betätigte sich als Kommandant der 80. Honved-Infanteriebrigade zu Debrezin (Debrecen) und war Generalstabschef der Kavallerie-Truppendivision in Lemberg.
Er war Militärattaché der k. u. k. Gesandtschaften in Bukarest und später in Rom.
Er heiratete 1906 Irene Jozsa (Jósa) von Pankota (* 7. April 1886 in Pankota (Banat);  † 2. Mai 1948 in Budapest).
Nach dem Krieg blieb das Ehepaar in Ungarn.